# Erőss Gábor (szociológus)
Erőss Gábor János (Budapest, 1973. április 3. –) szociológus, a Magyar Tudományos Akadémia Szociológiai Kutatóintézetének tudományos főmunkatársa. A Párbeszéd Magyarországért Párt kabinetvezetője, majd elnökségi tagja, 2014-től Budapest VIII. kerületének (Józsefváros) önkormányzati képviselője, 2019-től 2024-ig alpolgármestere.
Kutatási területi: iskolai egyenlőtlenségek Magyarországon, film- és kultúraszociológia, a közpolitikák (oktatás- és egészségügy) szociológiája Európában, interetnikus kapcsolatok, szemiotika. Különböző hazai folyóiratokban és napilapokban megjelent publicisztikáiban általában az iskolai egyenlőtlenségek és az ökopolitika kérdésével foglalkozik.

## Tanulmányai
Általános iskolába a Kiss János altábornagy utcai Tanítóképző Főiskola Gyakorló Általános Iskolájába, középiskolába a Szilágyi Erzsébet Gimnáziumba, majd, 1990–91-ben, a L’Isle-Adam-i (Párizstól 35-km-re északra található) Lycée Fragonard-ba járt. A francia érettségi után szociológiai tanulmányait a párizsi Université Paris V - René Descartes Egyetemen kezdte meg. Másodéves korától a magyar és francia diploma (DEA) megszerzéséig (1996) párhuzamosan járt a Paris V és a budapesti Eötvös Loránd Tudományegyetem Bölcsészettudományi Kar szociológia szakára. Doktori tanulmányait szintén párhuzamosan, az ELTE-n és a párizsi École des hautes études en sciences sociales-on végezte. 2000-ben Erasmus-ösztöndíjjal a német Bielefeldi Egyetemen hallgatott történelmet és más társadalomtudományokat. 2003-ban fél évig a Collegium Budapest  ösztöndíjasa. 2008-2009-ben Humboldt posztdoktori ösztöndíjasként Berlinben kutat.

## Munkássága
2001-2005 között a Magyar Szociológiai Társaság Kultúraszociológiai Szakosztályának titkára. 2003-tól az MTA Szociológiai Kutatóintézetében  szociológus, először fiatal kutatói, később tudományos munkatársi, majd tudományos főmunkatársi beosztásban.
2003 és 2018 között négy fotókiállítása volt.
2005 és 2009 között (félállásban) a Károli Gáspár Református Egyetem Pszichológiai Intézetének adjunktusa. Korábban óraadóként oktatott a Külkereskedelmi Főiskolán, az Iparművészeti Egyetemen és az ELTE-n is.
2006-tól a „Knowledge and policy”  elnevezésű, európai uniós kutatási konzorcium egyik kutatócsoportját  vezeti, az MTA Szociológiai kutatóintézetének égisze alatt.
2004-ben az Andrew W. Mellon Alapítvány, 2005-ben a Solomon Asch Center for the Study of Ethnopolitical Conflict, 2009-ben a német állam (Alexander-von-Humboldt Alapítvány ) posztdoktori ösztöndíját nyerte el, a párizsi MSH Centre de Sociologie Européenne, a philadelphiai University of Pennsylvania, illetve a berlini Humboldt Egyetem és Freie Universität vendége.
2020. október-novemberben Párizsban az Université Paris-Est, Créteil vendégoktatója.

## Politikai pályafutása
2010-ben a Lehet Más a Politika egyéni képviselőjelöltjeként indult az országgyűlési választásokon a budapesti 13. sz. választókörzetben (Külső-Ferencváros, Pesterzsébet).
2014-ben a tavaszi országgyűlési választásokon az Együtt-PM pártszövetség listáján szerepel (nem szerez mandátumot), majd az őszi önkormányzati választáson az Együtt-PM VIII. kerületi polgármesterjelöltje és listavezetője, itt a kompenzációs listával szerez mandátumot. 2019-ben Józsefváros 3. választókerületben újraválasztották a Párbeszéd, MSZP, DK, LMP, Momentum és Szolidaritás támogatásával. 2019. november 7-én kultúrával, környezet- és klímavédelemmel, kisebbségekkel, fővárosi és nemzetközi kapcsolatokkal foglalkozó alpolgármesterré választották Józsefvárosban. 2024-ben ismét józsefvárosi önkormányzati képviselővé választották.
2014 júniusától 2018 novemberéig a Párbeszéd Magyarországért elnökségi tagja volt; 2020 szeptemberében ismét beválasztották a Párbeszéd elnökségébe. A Párbeszéd oktatáspolitikusa.

## Főbb művei
- A történelmi filmek szociológiája. L'Harmattan, Budapest, 193 o. (2018)
- L'Art de l'Histoire : Construction sociale de l'authenticité et de la vraisemblance historiques au cinéma, L'Harmattan, Paris 292 o. (2016)
- Tudás és politika. A közpolitika-alkotás gyakorlata; szerk. Berényi Eszter, Erőss Gábor, Neumann Eszter; L'Harmattan, Bp., (2013)
- Túl a szegregáción. Kategóriák burjánzása a magyar közoktatásban (szerk., Kende Annával). L’Harmattan, Budapest, 316 o. (2008)
- Iskolarend. Kiváltság és Különbségtétel a közoktatásban (Berényi Eszterrel és Berkovits Balázzsal). Gondolat, Budapest, 327 o. (2008)
- Nemzetfelfogások. Kisebbség–többség (szerk., Tamás Pállal és Tibori Tímeával), Ú. M. K. – MTA-SzKI, Budapest, 340 o. (2005)
- La Nouvelle Alternative. Politique et société à l’Est c., Párizsban megjelenő folyóirat Magyarországról szóló tematikus számának szerkesztése (No. 69-70, 2006, François Bocholier-val)

## Fotókiállításai
- 2003, Budapest: „Város-nézetek”. Collegium Budapest, Institute for Advanced Study
- 2004, Párizs: „Angles urbains”. Galerie Racine („Racine” könyvesbolt és galéria)
- 2006, Budapest: „Városlakó nők”. ELTE Egyetemi Könyvtár aulája
- 2018, Budapest: "Lakhelyek a dzsungelben - városi és erdei szociofotók" Kovács Orsolyával együtt, Zöldike[6]

## Külső hivatkozások
- Ecole des Hautes Etudes en Sciences Sociales
- Collegium Budapest
- MTA Szociológiai Kutatóintézet
- Knowledge and policy, európai uniós kutatási konzorcium
- Knowledge and policy, egyik kutatócsoportja[halott link]
- Alexander-von-Humboldt Alapítvány